# Maatschappijleer
Maatschappijleer is een in Nederland verplicht schoolvak op het vmbo, havo, vwo en mbo dat betrekking heeft op de kennis van de maatschappij als democratische rechtsstaat en de rol van de burger daarin. Vooral het analyseren van maatschappelijke en politieke problemen staat centraal. De exacte inhoud van maatschappijleer verschilt per onderwijsniveau, echter zijn de kernprincipes van het vak hetzelfde en de docenten ondergaan dezelfde lerarenopleiding.
Maatschappijleer wordt gegeven aan de hand van de sociale wetenschappen; met name kennis uit de sociologie en de politicologie. Het vak wordt op Nederlandse middelbare scholen gegeven sinds de invoering van de Mammoetwet in 1968. In 1972 kwamen de eerste klassen in de bovenbouw van havo en vwo ermee in aanraking.

## Naam en overzicht per onderwijsniveau
De naam maatschappijleer is een overkoepelende term voor het vak in het algemeen. De exacte naam verschilt per onderwijsniveau.
| Onderwijsniveau | Naam                              | Centraal schriftelijk eindexamen? | Wettelijk verplichte onderwerpen |
| --------------- | --------------------------------- | --------------------------------- | --- |
| Vmbo            | Maatschappijleer                  | ✗                                 | Cultuur en socialisatie, Sociale verschillen, Macht en zeggenschap, Beeldvorming en stereotypering |
| Vmbo            | Maatschappijkunde                 | ✓                                 | Politiek en beleid, Mens en werk, Multiculturele samenleving, Massamedia, Criminaliteit en rechtsstaat, Analyse maatschappelijk vraagstuk, Verwerven en verstrekken van informatie |
| Havo            | Maatschappijleer                  | ✗                                 | Verwerken en vertrekken van informatie, Stellingen onderbouwen en argumenteren, Rechtsstaat, Parlementaire democratie, Verzorgingsstaat, Pluriforme samenleving |
| Vwo             | Maatschappijwetenschappen         | ✓                                 | Verwerken en vertrekken van informatie, Stellingen onderbouwen en argumenteren, Zorgvuldig onderzoek, (Politieke) socialisatie, Overheidsbeleid, Standpunten van politieke partijen, Nationale en internationale verhoudingen, Macht en gezag, Internationale conflicten en internationale samenwerking, Sociale cohesie, Politieke instituties en representatie/ representativiteit, Sociale en politieke verandering, Onderzoek naar sociale actualiteit |
| Mbo             | Loopbaan en Burgerschap           | ✗                                 | Kritisch reflecteren op de eigen leefstijl als burger, Zorg voor de eigen vitaliteit en fitheid in de context werknemer zijn, Taalvaardigheid |
| Hbo             | Lerarenopleiding maatschappijleer | n.v.t.                            | n.v.t. |

## Ontstaan
In de jaren 50 van de twintigste eeuw bestond het vak Cuma (kennis van cultuur en maatschappelijk leven) op de kweekscholen, de voorgangers van de pabo's. Staatssecretaris Grosheide (ARP) van Onderwijs noemde het vak maatschappijleer in een van zijn eerste nota's over de nieuwe inrichting van het Onderwijs. De katholieke minister Cals (KVP) gaf het een plaats in zijn Mammoetwet. De naam is ontleend aan de katholieke samenlevingsleer. In besprekingen met de Tweede Kamer legden de bewindslieden er de nadruk op dat het nieuwe vak geen voorgeschreven inhoud zou krijgen, dat er geen lerarenopleiding voor zou komen en dat het niet een eindexamenvak zou worden.
De eerste leraren waren dan ook niet professioneel opgeleid. Veel geschiedenisleraren deden het erbij. Maar ook leerkrachten van andere komaf werden voor de klas gezet. Zo werd ook gedoceerd door gymnastiekleraren, ex-priesters en in een uitzonderlijk geval de conciërge van een school.
Al snel werden deze verdrongen door net afgestudeerde bevlogen sociale wetenschappers die net de universiteit hadden verlaten. Zij waren de generatie van '68. Daardoor kreeg maatschappijleer een linkse naam. Inhoudelijk werd het de speelbal van diverse experimenten.

## Van randvak naar examenvak
Op verschillende universiteiten kwamen vakdidactici maatschappijleer in dienst. Zij publiceerden verschillende rapporten over inhoud en didactiek van het vak. De meest opvallende woordvoerder was Willem Langeveld van de Universiteit van Amsterdam die in talloze commissies en via de media zijn visie over het vak als 'reflectie op eigen socialisatie' naar voren bracht. Aan de Nijmeegse Universiteit doceerde Thérese van der Kallen, zij ontwikkelde de 'optieken', (Sociaal-economisch, sociaal-juridisch, politiek–juridisch  en sociaal-psychologisch) de invalshoeken waarmee maatschappelijke problemen moesten worden bestudeerd.
Toen Nel Ginjaar-Maas (VVD) staatssecretaris van Onderwijs werd, nodigde ze het toenmalige bestuur van de NVLM, de Nederlandse Vereniging van Leraren Maatschappijleer, uit om met haar van gedachten te wisselen over de toekomst van het vak. Daaruit resulteerde haar besluit om te gaan experimenteren met een facultatief eindexamen maatschappijleer. Mogelijk is dat de redding geweest van het vak, want er werd veel gedebatteerd over de afschaffing van maatschappijleer.
De commissie die het eindexamen voorbereidde, ontwikkelde een thema-aanpak voor het vak. Thema's waren 'probleemvelden' als socialisatie, massamedia, politiek en arbeid, die vanuit de optieken bestudeerd moesten worden. Deze visie bouwde deels voort op de ideeën van Langeveld, van der Kallen en de thema-opbouw die voor de NLO's (Nieuwe Leraren Opleidingen) ontworpen was.
Deze thema's werden uitgewerkt door de Structuurcommissie, een semi-permanente groep die eindtermen voor het eindexamen ging ontwerpen. Zij ontwikkelden ook nieuwe themavelden, zoals Ontwikkelingssamenwerking, Techniek en Samenleving. Daarbij sloten ze aan op de belangstelling die bij politici in Den Haag leefde. Er gingen diverse scholen aan het eindexamen deelnemen.

## Tweede Fase
Langzaam groeide kritiek op de thema-aanpak van het vak. Staatssecretaris Tineke Netelenbos (PvdA) gaf het vak een belangrijke plaats in haar plannen voor een vernieuwde bovenbouw van havo en vwo, de tweede fase. Maatschappijleer zou verplicht worden in de twee maatschappijprofielen. Een vakontwikkelcommissie ging aan het werk om het vak op nieuwe leest te schoeien. Haar ontwerp werd echter afgewezen door de Structuurcommissie.
Tijdens de parlementaire behandelingen van de Tweede Fase werd er intensief gelobbyd door de verschillende vakken. Maatschappijleer dat verscheurd werd door interne twisten over de inhoud van het vak, kwam er bekaaid af. Het vak verdween uit de twee profielen. Wat restte was de plaats van het nieuwe vak MMW (mens- en maatschappijwetenschappen). Dit laatste vak zou een pendant vormen van nieuwe vakken als ANW en CKV. Dit drietal zou verplicht worden voor alle leerlingen, maar dan als schoolexamenvak. Maar het voorstel voor MMW sneuvelde in de Tweede Kamer. Die plaats werd nu gegeven aan een combinatie van geschiedenis en maatschappijleer op het vwo en maatschappijleer op de havo. Op den duur zou uit deze twee vakken één nieuw 'combinatievak' moeten worden gevormd. Als inhoud kreeg het vak maatschappijleer een herschreven versie van de belangrijkste thema's mee.

## Nieuwste ontwikkelingen
Inmiddels werd besloten van het combinatievak af te zien. Maatschappijleer is zonder geschiedenis als zelfstandig vak algemeen verplicht. De inhoud van het vak is veranderd. De thema-aanpak is verlaten voor een domeinenaanpak. Politiek systeem (Parlementaire democratie), rechtsstaat (De Nederlandse Rechtsstaat), cultuur (Pluriforme Samenleving) en sociaal-economisch systeem (Verzorgingsstaat) vormen de hoofdgebieden van het vak. Vanaf september 2007 kan het examenvak maatschappijleer 2 bovendien gekozen  worden als profielvak in de twee maatschappijprofielen. De naam van dit keuzeprofielvak is sindsdien maatschappijwetenschappen. De naam maatschappijleer blijft bestaan voor het verplichte vak maatschappijleer op havo en vwo. Onder leiding van Paul Schnabel werd gewerkt aan een nieuw programma voor het vak maatschappijwetenschappen. Dit nieuwe examenprogramma voor havo en vwo werd na een uitgebreide pilotfase in augustus 2017 ingevoerd.
In het vmbo is maatschappijleer ook een verplicht vak. Het examenvak dat op vmbo-scholen veel gekozen wordt, heet maatschappijkunde. 
In het mbo wordt het vak Loopbaan en Burgerschap gebaseerd op het brondocument. In dit document over leren en burgerschap, staan de domeinen economie, politiek, sociaal en cultureel genoemd.